# Leonard Woolf
Leonard Sidney Woolf (Londen, 25 november 1880 - Rodmell, 14 augustus 1969) was een Brits schrijver, essayist en uitgever. Hij was de echtgenoot van Virginia Woolf.

## Leven
Woolf was de derde van de tien kinderen van de Joodse procureur Solomon Rees Sydney en Marie Woolf-de Jongh. Toen zijn vader in 1892 overleed, werd Leonard naar een kostschool gestuurd nabij Brighton. Van 1894 tot 1898 bezocht hij de St. Paul's school in Londen, waar hij kennismaakte met de latere kunstschilder Duncan Grant. In 1898 won hij een beurs voor Trinity College, Cambridge. Hier werd hij lid van het geheim genootschap van intellectuelen, de zogenaamde Cambridge Apostles. Hij leerde hier Roger Fry, Saxon Sydney-Turner, Lytton Strachey, Thoby Stephen (de broer van Virginia, die zelf weliswaar geen lid was van de Apostles, maar wel bevriend was met alle leden), Clive Bell, John Maynard Keynes en E.M. Forster kennen, die later met elkaar de kern zouden uitmaken van de Bloomsburygroep. Woolf behaalde in 1902 zijn bachelordegree. Het jaar erna studeerde hij voor het civil servant exam met de bedoeling bestuursambtenaar te worden in de koloniën.
In oktober 1904 vertrok hij naar Ceylon waar hij ambtenaar werd bij het bestuur van Jaffna. In 1908 werd hij assistent-resident van de zuidelijke provincies, meer in het bijzonder belast met het bestuur over het district Hambantota. In 1911 keerde Woolf voor een jaar verlof naar Engeland terug. Hij ontmoette evenwel Virginia Stephen opnieuw en het paar besloot te trouwen. Woolf nam ontslag uit de koloniale dienst en het paar betrok een appartement nabij Fleet Street. Veel geld hadden ze niet. Woolf verdiende een beetje als secretaris van Roger Fry bij de organisatie van de tweede postimpressionistische tentoonstelling (1912), die Fry in Londen organiseerde. In 1913 publiceerde Woolf zijn eerste roman: The Village in the Jungle, gebaseerd op zijn ervaringen in Ceylon. In 1914 werd Woolf lid van zowel de Fabian Society als van de Labour Party. Hij begon regelmatig bijdragen te schrijven voor de New Statesman.
In 1917 kochten Woolf en Virginia een oude drukpers, waarmee ze hun eigen uitgeverij begonnen: de Hogarth Press. In 1919 kochten zij Monk's House aan in Rodmell, Sussex. Dit huis was in de buurt van Charleston Farmhouse, waar Virginia's zus Vanessa woonde en zou een van de belangrijke plaatsen worden voor de Bloomsburygroep. In 1941 pleegde Virginia zelfmoord, door haar jas met stenen te verzwaren en de rivier Ouse in te stappen. Zij liet Woolf een brief na, waarin zij schreef:
I feel certain that I am going mad again. I feel we can't go through another of those terrible times. And I can't recover this time. I begin to hear voices, and I can't concentrate. So I am doing what seems the best thing to do. You have given me the greatest possible happiness. You have been in every way all that anyone could be. I don't think two people could have been happier 'til this terrible disease came. I can't fight any longer. I know that I am spoiling your life, that without me you could work. And you will I know. You see I can't even write this properly. I can't read. What I want to say is I owe all the happiness of my life to you. You have been entirely patient with me and incredibly good. I want to say that — everybody knows it. If anybody could have saved me it would have been you. Everything has gone from me but the certainty of your goodness. I can't go on spoiling your life any longer. I don't think two people could have been happier than we have been. V.
Woolf bleef directeur van de uitgeverij en bleef publiceren, waaronder zijn memoires. Hij had vanaf 1942 een verhouding met de illustratrice Trekkie Parsons die tot zijn dood zou duren. Hij overleed in 1969 in Monk´s house. Hij liet bij testament zijn huis aan Trekkie Parsons na.

## Werken
- The Village in the Jungle - 1913
- The Wise Virgins - 1914
- International Government - 1916
- The Future of Constantinople - 1917
- The Framework of a Lasting Peace - 1917
- Cooperation and the Future of Industry - 1918
- Economic Imperialism - 1920
- Empire and Commerce in Africa - 1920
- Socialism and Co-operation - 1921
- Fear and Politics - 1925
- Essays on Literature, History, Politics - 1927
- Hunting the Highbrow - 1927
- Imperialism and Civilization - 1928
- After the Deluge (Principia Politica), 3 vols. - 1931, 1939, 1953
- Quack! Quack! - 1935
- Barbarians At The Gate - 1939
- The War for Peace - 1940
- A Calendar of Consolation - selected by Leonard Woolf, 1967

## Autobiografie
- Sowing: An Autobiography of the Years 1880-1904 (1960)
- Growing (1961)
- Ceylon Diaries (1963)
- Beginning Again (1964)
- Downhill all the Way (1967)
- The Journey not the Arrival Matters (1969)

## Over Leonard Woolf
- Victoria Glendinning, Leonard Woolf. A Life. Simon & Schuster, London 2006, ISBN 978-0-743-22030-9.

- Bibsys: 90071687
- Biblioteca Nacional de España: XX1161906
- Bibliothèque nationale de France: cb12284196j (data)
- Catàleg d'autoritats de noms i títols de Catalunya: 981058509011306706
- CiNii: DA03033629
- Digitale Bibliotheek voor de Nederlandse Letteren: wool003
- Gemeinsame Normdatei: 118635166
- International Standard Name Identifier: 0000 0001 1035 3422
- Library of Congress Control Number: n79058751
- Bibliotheek van het Japanse parlement: 00527447
- Nationale Bibliotheek van Tsjechië: kup19960000112593
- Nationale bibliotheek van Australië: 36528485
- Nationale Bibliotheek van Israël: 987007269971605171
- Nationale en Universitaire bibliotheek Zagreb: 000753574
- Nederlandse Thesaurus van Auteursnamen: 068433387
- Réseau des bibliothèques de Suisse occidentale: 02-A003985702
- Istituto Centrale per il Catalogo Unico: CFIV116061
- LIBRIS: 212620
- SNAC: w6891dvz
- Système universitaire de documentation: 030629942
- Trove: 1274420
- Virtual International Authority File: 2534183
- WorldCat: E39PBJgMFGDXhMgqqgwxWGVpyd